# گاکر
گاکِر (انگلیسی: Gawker) وبلاگ آمریکایی تأسیس شده توسط نیک دنتن و الیزابت سپایرز مستقر در نیویورک متمرکز بر سلبریتی‌ها و صنعت رسانه گروهی است. این وبلاگ خود را منبع خبرها و صحبت‌های درگوشی رسانه‌های روزانهٔ منهتن می داند. بنا بر سایت آنالیز وب SimilarWeb، از سایت گاکر در سال 2015 ماهانه 23 میلیون بار بازدید شده‌است. گاکر که در سال 2003 تأسیس شده بلاگ پرچمدار شرکت گاکر میدیای دنتن است. این شرکت وبلاگ‌های دیگری چون جزبل, آی‌او۹, Deadspin و Kotaku را نیز مدیریت می‌کند.
گاکر به خاطر انتشار ویدئوها و محتوای ناقض حق تکثیر یا محرمانگی صاحبان آن‌ها یا به خاطر به دست آوردن غیرقانونی آن‌ها زیر ذره بین قرار گرفت. به‌طور مشخص، انتشار نوار سکس هالک هوگان از سوی گاکر منجر به محکومیت آن به پرداخت 140 میلیون دلار جریمه شد. در 10 ژوئن 2016 گاکر در نتیجهٔ این شکایت اعلام ورشکستگی کرد. مؤسس گاکر میدیا در 18 اوت 2016 اعلام کرد گاکر از فعالیت باز می ایستد. دیگر سایت‌های این شرکت همچنان تحت مدیریت یونیویزیون به فعالیتشان ادامه می دهند.